# Anal Cunt
Anal Cunt – amerykański zespół grający grindcore. Ze względu na wulgarny charakter nazwa zespołu czasem jest podawana jako AxCx lub A.C. Słowa ich piosenek często są śpiewane tak, że nie sposób ich zrozumieć. Utwory obrażają (często nawet po imieniu) wielu ludzi i mają za zadanie wywołanie szoku u słuchacza.
Założyciel i lider zespołu Seth Putnam zmarł na atak serca 11 czerwca 2011 roku. Josh Martin, gitarzysta, zmarł 28 maja 2018 roku (późnym wieczorem), przyczyną śmierci był upadek z ruchomych schodów w centrum handlowym.

## Dyskografia

### Albumy studyjne
- Everyone Should Be Killed (1994)
- Top 40 Hits (1995)
- 40 More Reasons To Hate Us (1996)
- I Like It When You Die (1997)
- Picnic of Love (1998)
- It just gets worse (1999)
- 110 Song CD (2008)
- Fuckin' A (2011)

### Kompilacje
- Unplugged Single (1991)
- Greatest Hits Volume 1, Fast Boston H.C. (Best Of) (1991)
- Morbid Florist (1993)
- Old Stuff, Part 2 (Best Of) (1994)
- The Early Years 1988–1991 (Best Of) (2000)
- Defenders Of The Hate Single (2001)
- Very Rare Rehearsal From February 1989 (2000)

### Dema
- 47 Song Demo (1988)
- Howard Wulkan Is Bald (1995)

### EPki
- 88 Song EP (1988)
- 5643 Song EP (1989)
- Another EP (1991)
- Live EP (1991)
- Breaking The Law EP (1993)

### Splity
- Split z Seven Minutes Of Nausea (1989)
- Split z Meat Shits (1991)
- Split z Psycho (1991)
- Split z EyeHateGod (1997)
- Live NYC (1999) – Split z Insult (1999)
- Split z The Raunchous Brothers (2000)
- Split z Flächenbrand (2001)